# 利瓦湖
56°09′28″N 28°58′41″E / 56.15778°N 28.97806°E
利瓦湖（俄语：Лива），是俄羅斯的湖泊，位於該國西北部，由普斯科夫州負責管轄，處於謝別日區，面積5.3平方公里，集水區面積27平方公里，平均水深2米，最大水深3.2米。